# Slagnäs kraftstation
Slagnäs kraftstation är ett vattenkraftverk i Skellefte älv. Kraftstationen började byggas av Vattenfall och Skellefteå kraftverk 1987 och togs i drift 1989. I augusti 2000 köpte Skellefteå Kraft Vattenfalls andelar i Slagnäs och flera andra kraftverk.